# Канбан
Канбан (яп. カンバン камбан) — система организации производства и снабжения, позволяющая реализовать принцип «точно в срок». Слово камбан по-японски означает «рекламный щит, вывеска» (яп. 看板), в финансовой среде устоялся вариант с ошибочной транскрипцией латинской записи японского слова (kanban).

## История и описание
Появление термина канбан связано с перечислением стандартных операций: мастера участков перечисляли выполняемые работы на бумаге и вывешивали их на видном месте рядом с такими же списками мастеров других участков.
Система канбан была разработана и впервые в мире реализована фирмой «Toyota». В 1959 году эта фирма начала эксперименты с системой канбан и в 1962 году запустила процесс перевода всего производства на этот принцип.
В основе организации производства фирмы «Toyota» лежит годовой план производства и сбыта автомобилей, на базе которого составляются месячные и оперативные планы среднесуточного выпуска на каждом участке, основанные на прогнозировании покупательского спроса (период упреждения — 1 и 3 месяца). Суточные графики производства составляются только для главного сборочного конвейера. Для цехов и участков, обслуживающих главный конвейер, графики производства не составляются (им устанавливаются лишь ориентировочные месячные объёмы производства).
Постоянное использование философии «точно в срок» позволяет раскрыть необнаруженные дефекты. Так как запасы продукции и деталей могут скрывать проблемы на производстве, то при их уменьшении ежедневный контроль выявит, к примеру, неисправности или простои.

## Применимость
Чистый канбан применим только для штучного производства, так как при производстве товара большими партиями, требующем долгой переналадки оборудования, или, если хранение деталей обходится слишком дорого, нецелесообразно стремиться к тому, чтобы быстро передать детали с участка дальше. Для единичного и мелкосерийного производства также используют системы планирования APS и MES. 

## Виды

### Тарный канбан
Представляет собой единицу тары с жёстко закреплённой канбан-биркой, со следующей информацией о содержимых деталях:
- наименование;
- артикул;
- количество;
- получатель;
- отправитель.

Система заказа деталей и узлов по тарному канбану осуществляется следующим образом: по мере окончания деталей в первой таре оператор убирает её с рабочего места на нижний ярус стеллажа, который является местом для складирования заказов оператора и получением заказов транспортировщиком, и работает из второй тары. Транспортировщик забирает порожнюю тару: прикреплённой к таре канбан-биркой, осуществляется обратная связь между оператором и кладовщиком через транспортировщика для заказа деталей.
Полный анализ потоков деталей возможен только с помощью математических моделей, построенных на основе теории массового обслуживания и соответствующего программного обеспечения. 
Тарный канбан имеет недостаток — требуется дополнительная единица тары на каждую партию деталей. Также, объём тары должен быть таким, чтобы время расхода партии деталей было больше времени доставки; иногда, для унификации тары, это проще реализовать дополнительными единицами тары, но их при этом неразрывно соединяют.

### Карточный канбан
Представляет собой карточку, имеющую:
- цвет карточки;
- адрес отправителя детали;
- наименование детали, номер детали, количество деталей или узлов, необходимое для поставки по адресу получателя;
- адрес получателя детали.

Один из вариантов цветовой гаммы:
- Синий — производственный канбан (между производственной линией и зоной выдачи);
- Красный — складской канбан (между складом и зоной выдачи);
- Зелёный — межцеховой канбан (между цехами, производствами, заводами и так далее).

## Принципы
- Бирка должна находиться в таре с деталями или быть прикреплена к ним.
- Два канбана на рабочем месте, то есть на одном рабочем месте допускается иметь две нормы деталей. Этот принцип распространяется только на мелкие и средние детали, транспортировка которых осуществляется в специальной таре — данный принцип устанавливает время на транспортировку деталей.
- Отсутствие бракованных деталей на производственной линии (конвейере), так как если бракованные детали будут попадать на конвейер, будет отсутствовать стабильная работа транспортировщика и работа конвейера.
- Формирование новой схемы складского хозяйства:
  - склад должен быть один, максимально приближённый к конвейеру;
  - склад формируется по принципу магазина самообслуживания — транспортировщик движется по складу и сам собирает в тележку необходимые детали и сборочные единицы;
  - детали и комплектующие в нужном количестве должны быть подготовленные для транспортировщика кладовщиком, одним из самых важных факторов является отсутствие пересчёта, либо быстрый пересчёт (мерная, ячеистая тара). Передача деталей и комплектующих от транспортировщика оператору также должна осуществляться без пересчёта — на первый план выходит доверие людей друг другу.

Для рационального использования рабочего времени кладовщика, транспортировщика и других необходимо применить или упростить систему документооборота (например, применить штрих-кодирование).